# Craig Hutchinson
Pour les articles homonymes, voir Hutchinson.
Craig Hutchinson (né le 23 juin 1891 à Austin, Minnesota , aux États-Unis et mort le février 1976) est un réalisateur et scénariste américain.

## Filmographie

### Comme réalisateur
- 1915 : Lapilule veut divorcer (Ready for Reno)
- 1915 : A Saphead's Revenge
- 1915 : Blackmail in a Hospital
- 1915 : A Scandal at Sea
- 1916 : Mr. McIdiot's Assassination
- 1916 : Just Yet, But Not Quite (it)
- 1916 : It Can't Be True! (it)
- 1916 : Twice at Once
- 1916 : Murder by Mistake
- 1916 : The Perils of a Plumber
- 1917 : The Battle of 'Let's Go'
- 1917 : Lapilule à vélo (Spike's Bizzy Bike)
- 1917 : Summer Boarders
- 1917 : Lapilule au cabaret (The Cabaret Scratch)
- 1917 : Roped Into Scandal
- 1917 : Scandal Everywhere
- 1917 : The Curse of a Flirting Heart
- 1917 : In the Clutches of Milk
- 1917 : Marathon Maniacs
- 1917 : Kicked in the Kitchen
- 1917 : Rainstorms and Brainstorms
- 1917 : A Wise Dummy
- 1917 : A Devil with the Wimmin
- 1917 : Caught in the Draft (it)
- 1917 : Strike One (it)
- 1917 : A Munitions Worker's Curse
- 1917 : Bullets and Boneheads
- 1918 : The Guy and the Geyser
- 1918 : Maimed in the Hospital
- 1918 : Great Sea Scandal
- 1918 : Whose Zoo?
- 1918 : Fools and Fires
- 1918 : A Pullman Blunder
- 1918 : Calling His Bluff
- 1918 : Cursed by His Cleverness
- 1918 : Work or Fight
- 1919 : A Movie Riot
- 1919 : His Wicked Eyes
- 1919 : Are Flirts Foolish?
- 1919 : Dark and Cloudy
- 1919 : Dropped Into Scandal
- 1919 : Are Floor Walkers Fickle?
- 1920 : Bounced
- 1920 : A Saphead's Sacrifice
- 1920 : Rough on Rubes
- 1920 : Kissed in a Harem
- 1920 : Beaned on the Border
- 1920 : Sambo's Wedding Day
- 1920 : Fireman, Save My Gal!
- 1921 : His Unlucky Berth
- 1921 : No Clothes to Guide Him
- 1921 : Look Pleasant, Please
- 1921 : Hot, But Healthy
- 1921 : No Place to Live
- 1921 : Fares, Please!
- 1921 : The Noiseless Valley
- 1921 : Lines Busy
- 1921 : Show Me Your Samples
- 1921 : Fur Coats and Pants
- 1921 : Oh! Nursie!
- 1922 : Westward Whoa!
- 1922 : Almost a Rancher
- 1922 : Penny Ante
- 1922 : The News Maker
- 1922 : The Fake Quake
- 1922 : Watch Your Wallet
- 1922 : Both Booths
- 1922 : Friday, the Thirteenth
- 1922 : A Bottle Baby
- 1922 : A Panicky Pullman
- 1922 : A Movie Mixup
- 1922 : The Minute Man (it)
- 1922 : A Golf Insect
- 1922 : Loose Nuts
- 1922 : His Prehistoric Blunder
- 1923 : Dig Up
- 1923 : California or Bust
- 1925 : The Smash-Up
- 1927 : Beauty and the Bump
- 1928 : Duke's Dirty Doings

### Comme scénariste
- 1914 : Charlot fait du cinéma (A Film Johnnie)
- 1914 : Charlot entre le bar et l'amour (His Favorite Pastime)
- 1914 : Charlot marquis (Cruel, Cruel Love)
- 1914 : Charlot aime la patronne (The Star Boarder)
- 1918 : Whose Zoo?
- 1921 : The Noiseless Valley
- 1927 : Beauty and the Bump